# Pan (motorfiets)
Pan is een historisch merk van motorfietsen.
De bedrijfsnaam was Konstruktor GmbH, Berlin.
Duits merk dat in 1924 en 1925 motorfietsen met een bijzondere bladveer-voorvork bouwde. De inbouwmotor was een Kühne-kopklepper van 348 cc.
In de eerste helft van de jaren twintig ontstond in Duitsland een enorm aantal kleine motorfietsmerken. Feitelijk was dat een gevolg van het einde van de Eerste Wereldoorlog, toen veel bedrijven die oorlogsproductie hadden gedraaid zonder werk zaten en het bovendien economisch zo slecht ging dat mensen behoefte kregen aan goedkope vervoermiddelen. Bedrijven als Kühne en Bekamo sprongen daar op in door inbouwmotoren te leveren, zodat men geen eigen motorblok hoefde te ontwikkelen. Door de enorme concurrentie overleefden maar weinig van deze bedrijfjes de eerste twee jaren van hun bestaan.